# Teoria aditiva dos números
Em teoria dos números, a teoria aditiva dos números estuda o comportamento de subconjuntos dos naturais sob a operação de soma, como por exemplo o problema de calcular a quantidade de maneiras de expressar um inteiro positivo como a soma de elementos de um certo conjunto de inteiros não-negativos. De maneira mais abstrata, a teoria aditiva dos números inclui o estudo de grupos abelianos e semigrupos comutativos com a operação de adição. A teoria aditiva dos números tem muitas ligações com teoria combinatória dos números e geometria dos números. Dois objetos principais de estudo são:
- O sumset de dois subconjuntos {\displaystyle A} e {\displaystyle B} de um grupo abeliano {\displaystyle G};

{\displaystyle A+B=\{a+b:a\in A,b\in B\}};
- O k-ésimo sumset de {\displaystyle A}, i.e.

{\displaystyle hA={\underset {h}{\underbrace {A+\cdots +A} }}.}
Dois problemas nesta área são a conjectura de Goldbach e o problema de Waring. Muitos destes problemas são estudados usando ferramentas como o Método do círculo de Hardy-Littlewood e Teoria dos crivos, além de abordagens mais elementares envolvendo o método probabilístico. Por exemplo, I. M. Vinogradov provou que todo número ímpar suficientemente grande é a soma de três primos, e assim todo inteiro suficientemente grande é pode ser escrito como soma de quatro primos. D. Hilbert mostrou que dado {\displaystyle k>1}, todo inteiro não-negativo pode ser expresso como soma de até {\displaystyle h=h_{k}} {\displaystyle k}-potências. Em geral, um subconjunto {\displaystyle A} dos naturais é chamado de base assintotica de ordem {\displaystyle h} se todo inteiro suficientemente grande pode ser escrito como soma de exatamente {\displaystyle h}elementos do conjunto {\displaystyle A}. Uma base assintótica  de ordem  é chamado de minimal se não é subconjunto próprio de nenhuma outra base assintotica de ordem.
Grande parte da teoria aditiva dos números moderna se preocupa com as propriedades assintóticas de bases de ordem finita. Sabe-se que[carece de fontes?] bases minimais de ordem {\displaystyle h} existem para todo {\displaystyle h>1}, mas existem bases assintóticas de ordem {\displaystyle h} que não contêm sub-bases minimais de mesma ordem.